# Willem van Rekum
Willem van Rekum (Arnhem, Gelderland, 9 de juny de 1892 – Arnhem, 27 de desembre de 1961) va ser un esportista neerlandès que va competir a començaments del segle xx. Especialista en el joc d'estirar la corda, guanyà la medalla de plata als Jocs Olímpics de 1920 a Anvers. Era germà del també esportista Marinus van Rekum.